# Vivo V17
Vivo V17 — смартфон середнього рівня, розроблений компанією Vivo. Був представлений 19 листопада 2019 року. В деяких країнах смартфон продавався під назвами Vivo Y9s та Vivo S1 Pro. Також 12 травня 2020 року був представлений Vivo X50 Lite, що є подібною моделлю до Vivo V17 окрім фронтальної камери. В деяких країнах Vivo X50 Lite продається під назвою Vivo Y51.
В Україні офіційно продавався тільки Vivo V17.

## Дизайн
Екран виконаний зі скла. Корпус виконаний з глянцевого пластику.
Знизу знаходяться роз'єм USB-C, динамік та мікрофон. Зверху розташований другий мікрофон та 3.5 мм аудіороз'єм. З лівого боку розташований слот під 2 SIM-картки і карту пам'яті формату MicroSD до 512 ГБ. З правого боку розміщені кнопки регулювання гучності кнопка блокування смартфону.
Vivo V17 продавався в кольорах Неоновий синій та Рожева перлина.
Vivo S1 Pro продавався в кольорах Knight Black (чорний) та Fancy Sky (рожевий).
Vivo Y9s продавався в 3 кольорах: Knight Black (чорний), Nebula Blue (синій) та Fancy Sky (рожевий).
Vivo X50 Lite продається в кольорах Jade Black (чорно-блакитний) та Nebula Blue (синій).
Vivo Y51 продається в 3 кольорах: Mystic Black (чорний), Jazzy Blue (синій) та Dreamy White (рожевий).

## Технічні характеристики

### Платформа
Смартфони отримали процесор Qualcomm Snapdragon 665 та графічний процесор Adreno 610.

### Батарея
Акумулятор отримав об'єм 4500 мАг та підтримку швидкої зарядки на 18 Вт.

### Камери
Смартфони отримали основну квадро камеру 48 Мп, f/1.8 (ширококутний) + 8 Мп, f/2.2 (ультраширококутний) + 2 Мп, f/2.4 (макро) + 2 Мп, f/2.4 (сенсор глибини) з фазовим автофокусом та здатністю запису відео в роздільній здатності 1080p@30fps
Vivo V17, S1 Pro та Y9s отримали фронтальну камеру 32 Мп, f/2.0 (ширококутний), а X50 Lite та Y51 — 16 Мп, f/2.0 (ширококутний). Всі моделі вміють записувати відео в роздільній здатності 1080p@30fps

### Екран
Екран у X50 Lite типу AMOLED, а у інших — Super AMOLED, 6.38", FullHD+ (2340 x 1080) з щільністю пікселів 404 ppi, співвідношенням сторін 19.5:9 та краплеподібним вирізом під фронтальну камеру. Також під дисплей вбудовано сканер відбитків пальців.

### Пам'ять
Vivo Y51 продається в комплектації 4/128 ГБ.
Всі інші моделі продаються в комплектації 8/128 ГБ.

### Програмне забезпечення
Vivo V17, S1 Pro та Y9s були випущені на FuntouchOS 9 на базі Android 9 Pie. Були оновлені до FuntouchOS 10 на базі Android 10.
Vivo X50 Lite та Y51 були випущені на FuntouchOS 10 на базі Android 10.